# Aisha Musa el-Said
Aisha Musa el-Said, är en sudanesisk politiker. Hon var medlem i Sudans statsråd 2019-2021, vilket var det kollektiva statschefsämbetet. Hon var en av endast två kvinnor i detta råd, och som sådan formellt Sudans första kvinnliga statschef. 